# Forcipomyia crocea
Forcipomyia crocea är en tvåvingeart som beskrevs av Debenham 1983. Forcipomyia crocea ingår i släktet Forcipomyia och familjen svidknott. Inga underarter finns listade i Catalogue of Life.